# Petr Garabík
Petr Garabík (* 1. Januar 1970 in Jeseník) ist ein ehemaliger tschechischer Biathlet.

## Werdegang
Garabík lebt in Spišská Nová Ves. Der Sportlehrer betrieb seit 1985 Biathlon und startete für SKP Jablonec. Sein Debüt im Biathlon-Weltcup gab er 1988 in Albertville, wo er 29. in einem Einzel war. Erste Weltcuppunkte sammelte er 1993 als 15. bei einem Einzel in Oberhof. Erstmals an Biathlon-Weltmeisterschaften nahm Garabik 1993 im Staffelrennen (12.) in Borowez teil. Sein bestes Weltcupwochenende hatte er 1994 in Ruhpolding. Hier kam er zunächst im Einzel als Achter erstmals unter die Top 10, im nächsten Rennen, einem Sprint, erreichte er mit einem zweiten Platz hinter Patrick Favre seine beste Weltcupplatzierung. Kurz danach nahm er in Lillehammer an seinen ersten Olympischen Spielen teil. Im Einzel wurde er guter Elfter sowie 21. im Sprint. Die Saison 1993/94 sollte seine beste werden. Im Gesamtweltcup belegte er am Ende einen 15. Platz.
Die Weltmeisterschaften 1995 brachten für Garabik erneut gute Platzierungen. Im Einzel wurde er 23., im Sprint 15. Mit dem Team (Roman Dostál, Jiří Holubec und Ivan Masařík) gewann der Sportler hinter Norwegen die Silbermedaille. Ebenfalls gut lief die WM im folgenden Jahr in Ruhpolding. Mit dem Team wurde er Siebter und im Sprint Achter. Der Teamwettbewerb war auch bei den nächsten Weltmeisterschaften sein bester Wettkampf, in Osrblie wurde er mit dem tschechischen Team Neunter. Enttäuschend verliefen die Olympischen Spiele 1998 in Nagano, wo er in keinem der Einzelrennen unter die besten 50 kam. In den Weltcups konnte er in seiner Karriere in fast allen Saisonen Weltcuppunkte sammeln. Häufig konnte er gute Ergebnisse vorweisen, ohne sich jedoch über längere Zeit wirklich dauerhaft in der engen Weltspitze zu etablieren. 2000 nahm Garabik erstmals an Europameisterschaften in Zakopane teil. Im Sprint wurde er hier Achter, Siebter in der Verfolgung und Vierter mit der Staffel. 2000 gewann er mit der tschechischen Staffel (Masarik, Zdeněk Vítek und Tomáš Holubec) in Antholz auch seinen einzigen Weltcup.
Bei seiner letzten Teilnahme an Olympischen Spielen im Jahr 2002 in Salt Lake City kam Garabík mit der Staffel (mit Masarik, Dostál und Vitek) auf einen überraschend guten fünften Platz. Im folgenden Jahr wurde er in Forni Avoltri zunächst Achter im Einzel bei den Europameisterschaften und nahm anschließend zum letzten Mal mit guten Ergebnissen an Weltmeisterschaften teil. In Chanty-Mansijsk wurde Garabik 13. im Einzel und Sechster mit der Staffel. 2004 startete der Tscheche zum einzigen Mal an Weltmeisterschaften im Sommerbiathlon in Osrblie teil und belegte in allen seinen Wettkämpfen Mittelplätze im 20er-Bereich. Garabik letzte Weltmeisterschaften waren 2005 in Hochfilzen, wo er 44. im Einzel wurde und anschließend seine Karriere beendete.
Nach der aktiven Karriere wurde Garabík Skitechniker und betreute bis November das 2021 US-Team.

## Vorwürfe der sexuellen Belästigung
Im Januar 2024 machte die Associated Press in einem Artikel öffentlich, dass die US-amerikanische Biathletin Joanne Reid Garabík jahrelange sexual harassment (engl.; in etwa sexuelle Belästigung) und sexual abuse (engl.; in etwa sexuellen Übergriff bzw. sexuellen Missbrauch) vorwirft. Garabík soll Reid in ihrer Zeit im Weltcup seit 2016 regelmäßig sexuell belästigt haben. Reid wirft Garabík vor, er soll sie immer wieder begrapscht und ungewollt umarmt, sowie unangemessene sexuelle Kommentare geäußert haben. Erst nach mehreren Beschwerden durch Reid und ihre Teamkollegin Deedra Irwin wurde der Verband tätig und beauftragte 2021 das „U.S. Center for SafeSport“, eine US-amerikanische gemeinnützige und unabhängige Organisation, sich dem Fall anzunehmen. Seit November 2021 arbeitet Garabík nicht mehr für den US-amerikanischen Biathlonverband. Garabík selbst gab an, der Fall sei „von Anfang an kompletter Unsinn“ gewesen. Zu seinen Kommentaren sagte er, diese seien sexueller Natur gewesen. Er habe allerdings nie etwas ohne die Zustimmung Anderer gemacht und über seine Witze hätten alle gelacht, auch die anderen Mitglieder der Mannschaft. Nach einer 18-monatigen Untersuchung stellte SafeSport fest, dass Garabík engaged in a pattern of sexualized behavior involving Reid (engl. in etwa: die Form eines sexualisierten Verhaltens gegenüber Reid betrieben habe), das including sexualized commentary and inappropriate sexualized touching, over the course of six years (engl. in etwa: sexuelle Kommentare sowie unangebrachte sexuelle Berührungen über einen Zeitraum von sechs Jahren beinhaltet) habe. Garabík wurde daraufhin im Herbst 2022 für sechs Monate suspendiert und erhielt eine Bewährungszeit bis Dezember 2024.

## Persönliches
Garabik ist mit der tschechischen Biathletin Magda Rezlerová liiert.

## Biathlon-Weltcup-Platzierungen
Die Tabelle zeigt alle Platzierungen (je nach Austragungsjahr einschließlich Olympische Spiele und Weltmeisterschaften).
- 1.–3. Platz: Anzahl der Podiumsplatzierungen
- Top 10: Anzahl der Platzierungen unter den ersten zehn (einschließlich Podium)
- Punkteränge: Anzahl der Platzierungen innerhalb der Punkteränge (einschließlich Podium und Top 10)
- Starts: Anzahl gelaufener Rennen in der jeweiligen Disziplin

| Platzierung                               | Einzel | Sprint | Verfolgung | Massenstart | Team | Staffel | Gesamt |
| ----------------------------------------- | ------ | ------ | ---------- | ----------- | ---- | ------- | ------ |
| 1. Platz                                  |        |        |            |             |      | 1       | 1      |
| 2. Platz                                  |        | 1      |            |             |      | 1       | 2      |
| 3. Platz                                  |        |        |            |             |      |         |        |
| Top 10                                    | 7      | 3      | 1          | 1           | 2    | 17      | 31     |
| Punkteränge                               | 22     | 22     | 15         | 6           | 2    | 32      | 99     |
| Starts                                    | 56     | 87     | 36         | 7           | 2    | 32      | 220    |
| Stand: Daten möglicherweise unvollständig |        |        |            |             |      |         |        |